# Velebni plan
Velebni plan je knjiga Stephena W. Hawkinga, poznatog znanstvenika. Neka je vrsta nastavka njegove najpoznatije knjige “Kratke povijesti vremena” kojom nas ovaj čudesni pisac i fizičar još jednom ugodno iznenađuje svojim spoznajama.
U ovoj knjizi, koju osim njega potpisuje i Leonard Mlodinow, Hawking je otišao korak dalje od pitanja o kojima je govorio u svojim prethodnim radovima te se uhvatio u koštac s nekim fundamentalnim i krajnjim pitanjima ljudskog postanka.
U njoj Hawking postavlja pitanje „Zašto umjesto ničega postoji nešto?“, „Zašto su zakoni prirode tako fino podešeni kako bi omogućili postojanje ljudi?“, „Postoji li velebni plan nekih vrhovnog bića koje nas je stvorilo ili postoji znanstveno objašnjenje?“.
I daje odgovore na ta pitanja.
„Velebni plan“ neka je vrsta priručnika o kvantnoj fizici i metafizici za potpune neznalice, a sjajan je način na koji Hawking progovara o pitanju Božjeg postojanja, osobito zato što je u posljednje vrijeme često počeo biti etiketiran kao vjernik, zajedno s još nekim drugim poznatim znanstvenicima.
I zato, gotovo je nevjerojatno koliko su ova dva autora uspjela stvoriti djelo s toliko kompliciranim idejama i pretočiti ih u pristupačnu knjigu koju je iznimno lako čitati.
Stoga je „Velebni plan“ knjiga koju se može preporučiti ljubiteljima Hawkingovih radova, fizičarima i ostalim ljudima zaljubljenim u znanost, ali i svim onima koji žele čuti za nova otkrića koja preispituju stoljećima postojeća ljudska vjerovanja.
Iako svojim volumenom to nikako ne dokazuje, ovo je velika i poučna knjiga koju treba pročitati.